# Tjøme
Tjøme é uma comuna da Noruega, com 37 km² de área e 4 553 habitantes (censo de 2004).         